# Michał Cieślak (wioślarz)
Michał Cieślak (ur. 6 września 1968 w Sierpcu) – polski wioślarz (sternik), olimpijczyk, brązowy medalista Igrzysk Olimpijskich w Barcelonie (1992), brązowy medalista mistrzostw świata, 9-krotny mistrz Polski w latach 1987–94).
Zawodnik PTW "Budowlani" Płock. Uchodził za jednego z najlepszych polskich sterników w (powojennej) historii polskiego wioślarstwa.

## Osiągnięcia

### Igrzyska olimpijskie
- Barcelona 1992 – 3. miejsce w kategorii czwórki ze sternikiem

### Mistrzostwa świata
- 1991 – 3. miejsce w kategorii czwórki ze sternikiem

## Życie prywatne
Żonaty z Magdaleną, ma syna Bartosza i Kacpra.

## Odznaczenia
- Brązowy Krzyż Zasługi (1991)
- Srebrny Krzyż Zasługi (1993)